# Oxalis albiuscula
Oxalis albiuscula är en harsyreväxtart som beskrevs av Salter. Oxalis albiuscula ingår i släktet oxalisar, och familjen harsyreväxter. Inga underarter finns listade i Catalogue of Life.